# Gadwal
Gadwal o Keshavnagar fou un samasthan o estat tributari protegit, a la part oriental del districte de Raichur a l'Estat de Hyderabad. La principal ciutat era Gadwal (amb 10.195 habitants el 1901 situada a 56 km a l'est de Raichur) i 214 pobles. La superfície era de 2.237 km² i la població (1901) de 968.491. Els seus ingressos s'estimaven en 3 lakhs i pagava al nizam un tribut de 86.840 rupies. Els rius Kistna i Tungabhadra regaven la part nord i sud respectivament de l'estat i la terra a la vora d'aquestos rius era molt fèrtil. Gadwal ja existia quan es va fundar l'estat d'Hyderabad el 1724. Encunyava la seva pròpia moneda que al segle XIX encara estava en curs al districte de Raichur. De la seva història no se'n sap gairebé res. El 1703 va començar la construcció de la fortalesa de Gadwal que fou acabada el 1710 per Raja Somtadari. El 1902 va arribar al tron un menor d'edat i l'estat fou posat sota control de la junta de corts (Court of Wards) fins a la seva majoria.